# Leia ventralis
Leia ventralis är en tvåvingeart som beskrevs av Thomas Say 1824. Leia ventralis ingår i släktet Leia och familjen svampmyggor. Inga underarter finns listade i Catalogue of Life.